# Inga salicifoliola
Espèce
Classification phylogénétique
Statut de conservation UICN

 VU  : Vulnérable
Inga salicifoliola est une espèce de plantes à fleurs du genre Inga de la famille des Fabaceae (Leguminosae).